# Episodi di Kate e Allie (terza stagione)
La terza stagione della serie televisiva Kate e Allie è stata trasmessa in anteprima negli Stati Uniti d'America dalla CBS tra il 30 settembre 1985 e il 12 maggio 1986.
| nº | Titolo originale              | Titolo italiano | Prima TV USA      | Prima TV Italia |
| -- | ----------------------------- | --------------- | ----------------- | --------------- |
| 1  | The Reunion                   |                 | 30 settembre 1985 |                 |
| 2  | Make Mine Mink                |                 | 7 ottobre 1985    |                 |
| 3  | Whatever Happened to Romance? |                 | 14 ottobre 1985   |                 |
| 4  | Evening in Paris              |                 | 21 ottobre 1985   |                 |
| 5  | Picture of an Affair          |                 | 28 ottobre 1985   |                 |
| 6  | The Maltese Chotchke          |                 | 4 novembre 1985   |                 |
| 7  | Allie's Affair                |                 | 11 novembre 1985  |                 |
| 8  | Thanksgiving                  |                 | 25 novembre 1985  |                 |
| 9  | Max's New Girlfriend          |                 | 2 dicembre 1985   |                 |
| 10 | Kate's Friend                 |                 | 16 dicembre 1985  |                 |
| 11 | Dress to Kill                 |                 | 23 dicembre 1985  |                 |
| 12 | Dark Victory                  |                 | 6 gennaio 1986    |                 |
| 13 | Grand Central Station         |                 | 13 gennaio 1986   |                 |
| 14 | Chip's Divorce                |                 | 20 gennaio 1986   |                 |
| 15 | Too Late the Rebel            |                 | 27 gennaio 1986   |                 |
| 16 | The Croissant Jungle          |                 | 3 febbraio 1986   |                 |
| 17 | Privacy                       |                 | 10 febbraio 1986  |                 |
| 18 | High Anxiety                  |                 | 17 febbraio 1986  |                 |
| 19 | Thank You, Shirley            |                 | 24 febbraio 1986  |                 |
| 20 | Ted's Back                    |                 | 3 marzo 1986      |                 |
| 21 | Chip's New Friend             |                 | 17 marzo 1986     |                 |
| 22 | Winning                       |                 | 7 aprile 1986     |                 |
| 23 | Late Bloomer                  |                 | 12 maggio 1986    |                 |